# Distribuidor (automóvil)

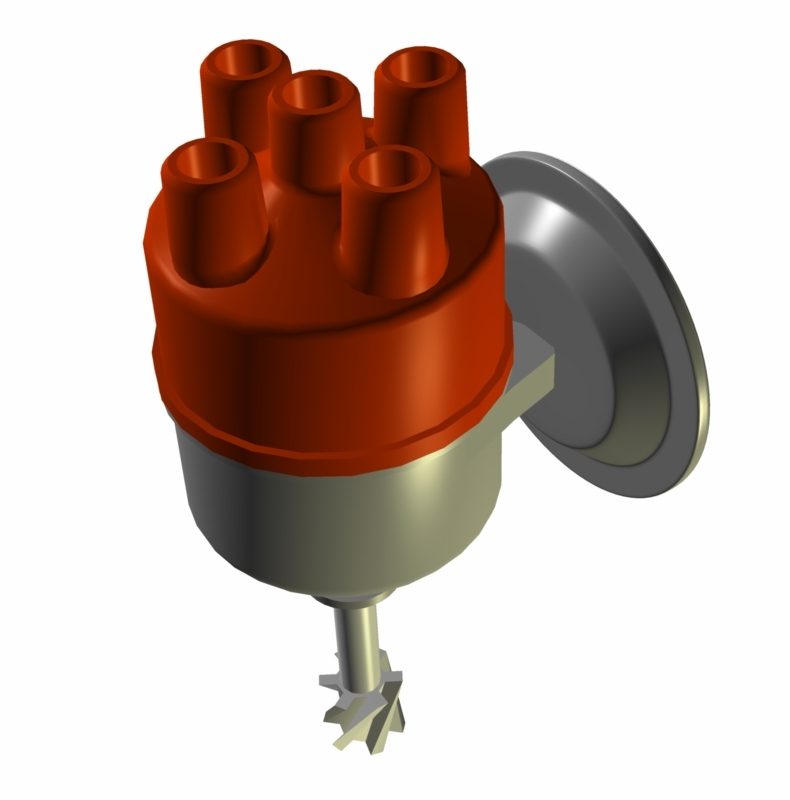
Distribuidor clásico con corrector de avance por depresión.

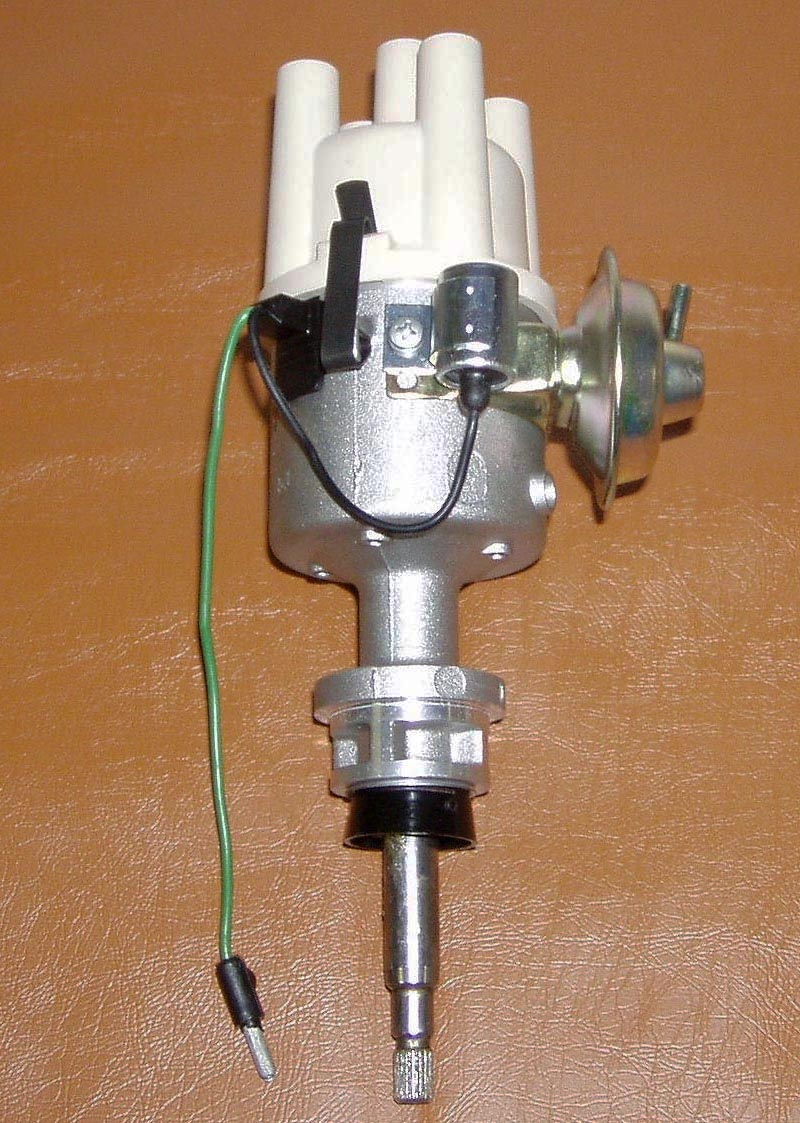
Típico distribuidor con su tapa (parte blanca de plástico)

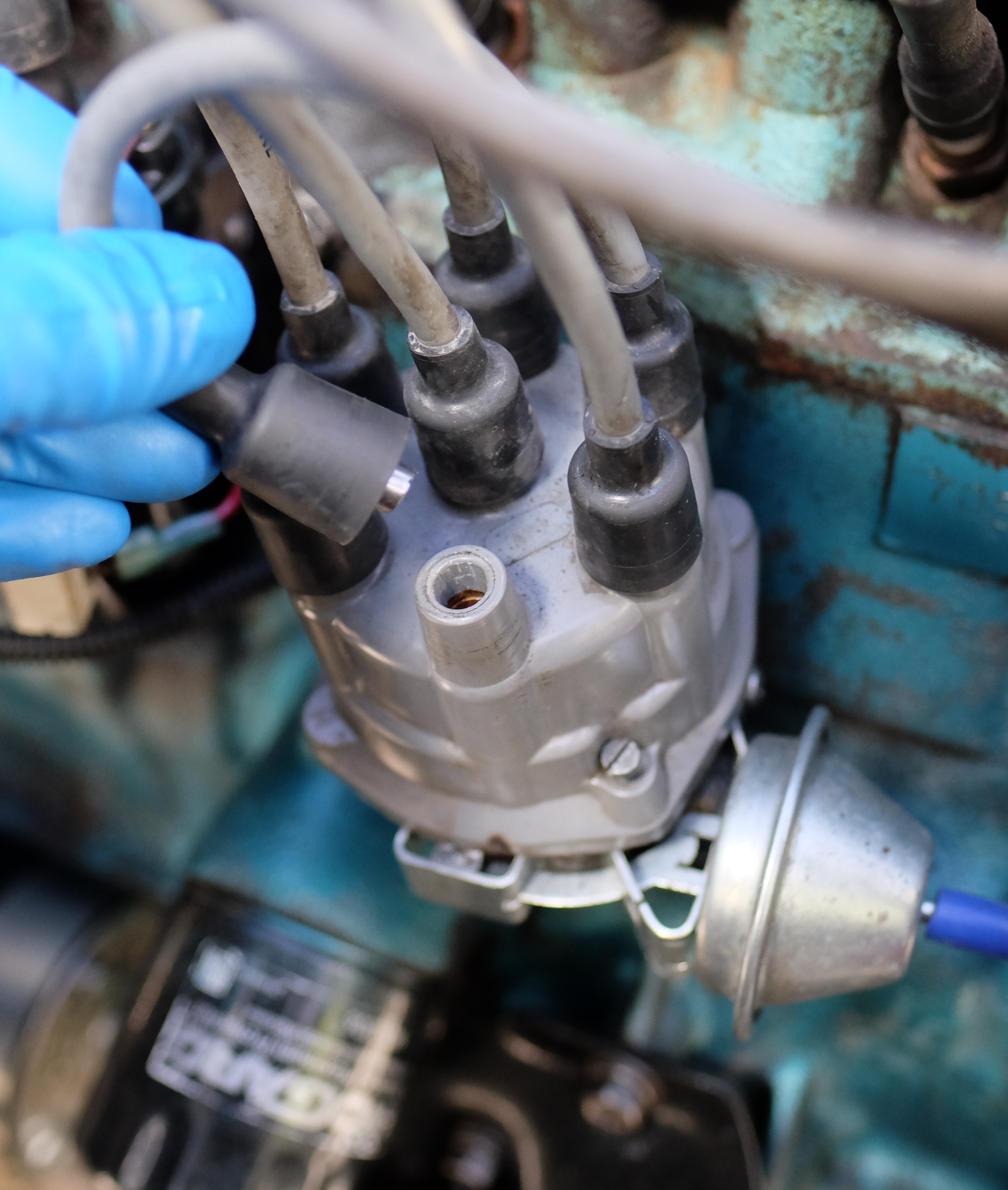
Distribuidor instalado con su cableado

El distribuidor es un elemento del sistema de encendido en los motores de ciclo Otto (motores de gasolina, etanol y gas) que distribuye 
la corriente eléctrica de alto voltaje, procedente de la bobina de encendido, mediante un rotor en el orden requerido por el ciclo de encendido de cada uno de los cilindros hasta las bujías de cada uno de ellos.
Esta corriente convertida en chispa al llegar al electrodo de la bujía produce la combustión de la mezcla que se encuentra comprimida dentro del cilindro al final de la carrera de compresión, haciendo subir la presión en la cámara, empujando  al pistón, hacia fuera, produciendo un trabajo útil transmitido a la biela  y luego al cigüeñal. Esta es la carrera de expansión o de explosión.
El primer distribuidor lo realizó la empresa Delco (Dayton Engineering Laboratories Co., fundada en Dayton, Ohio, por Charles Kettering y Edward A. Deeds en 1909), del grupo automotor General Motors. Hoy en día por motivos de fiabilidad en el funcionamiento ha dejado de montarse, dando lugar a los encendidos de tipo "Estático", DIS o de bobina individual.

## Modo de funcionamiento del distribuidor

Sistema de encendido tradicional por platinos y distribuidor

El rotor gira asentado sobre el extremo superior del eje del distribuidor, y en tanto lo hace va efectuando sucesivos envíos de corriente a cada una de las bujías del motor.
Esta acción se produce al pasar (no tocando) a los puntos metálicos de la tapa del distribuidor en forma alternativa, en el orden indicado, y a una velocidad tal que se puedan producir las cuatro explosiones en una vuelta del mismo. Esto en un motor 4T de 4 cilindros significa que ha de girar a la mitad de las revoluciones del motor, es decir cuando el motor gira a 3000 rpm el distribuidor gira a 1500 rpm, se producen 6000 chispas por minuto, 1500 en cada cilindro. 
El procedimiento para producir en el sistema bobina-rotor-bujía la chispa de alta es interrumpir mediante el ruptor o "platinos", la corriente del circuito de baja de la bobina, sincronizado con el mecanismo de distribución. Por ello el ruptor se encuentra alojado dentro del distribuidor con unas levas en número tal que producen las chispas indicadas en el párrafo anterior.
Dicha corriente es transportada por los denominados cables de bujía y es recibida por ellas para producir la explosión o combustión dentro de cada cilindro. A su vez, la corriente recibida por el distribuidor proviene de la bobina de ignición, que se halla conectada a la conexión central de la tapa de dicho distribuidor, mediante un cable de características similares a los anteriormente mencionados.
El orden de encendido más usual para el tipo de motor más popular, el de cuatro cilindros en línea, es 1-3-4-2, siendo el "1" normalmente el más cercano a la distribución y el "4" el más alejado, situado al lado del volante motor.

## Tamaño y materiales que lo conforman
Sus dimensiones varían según el tamaño del distribuidor al cual se acopla, guardando proporciones —por regla general— con el tamaño del distribuidor en donde se encuentra asentado. Puede oscilar entre 3 a 10 cm, en su largo; y 2 a 4 cm, en su ancho.
El material con el cual está construido es plástico (símil baquelita) de muy alta dureza y resistencia al calor. Luego cuenta con una placa de bronce, sujeta al plástico por un engarce y un remache, y finalmente —en su parte posterior— una pieza de acero (de forma cilíndrica y aplanada en un extremo), que cumple la función de hacer contacto con la placa de bronce mencionada anteriormente y también actuar de traba para que el rotor quede bien sujeto al lugar en donde va asentado, es decir al extremo superior del eje del distribuidor.

## Durabilidad de la pieza

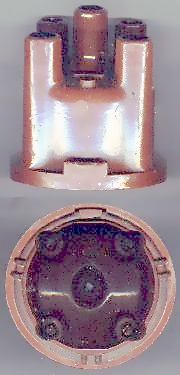
Tapa de distribuidor. Corte longitudinal.

Es conveniente que —aproximadamente— cada 25.000 km se revise el rotor, como así también la tapa del distribuidor (que es de un material similar al que conforma el elemento del cual trata este artículo). De observarse que no están en buenas condiciones o existe algún desgaste en los mismos, es aconsejable su reemplazo.

## Sistemas modernos de encendido
Los modernos sistemas de encendido que —en la actualidad— poseen los vehículos con motor ciclo Otto, mayoritariamente están equipados con sistemas de funcionamiento electrónico, primero con distribuidor aunque sin “platinos”, y últimamente con encendido directo (DIS), en el cual las bobinas producen la chispa simultáneamente en los dos cilindros cuyos pistones suben y bajan paralelos, o sea la pareja 1- 4  y la pareja 2-3, aprovechándose la chispa solamente en uno de ellos a la vez.
El motivo de la reciente eliminación de este componente que los motores llevaron durante décadas, es la eliminación del arrastre mecánico, y los problemas de derivaciones y electroerosiones entre rotor y contactos de salida de alta. Esto ha desplazado el uso del distribuidor y consecuentemente del rotor. Sin embargo todavía muchos vehículos utilizan aquel sistema convencional, que podría considerarse como más fácil de reparar frente a la aparición de fallas. Esto es por tratarse de un sistema mecánico, frente a otro electrónico que en principio es más fiable, pero que a veces debido al calentamiento, por ejemplo, puede verse más afectado y dejar de funcionar en forma inmediata a la avería, sin posibilidad alguna de reparación inminente.